# Neoperla atropennis
Neoperla atropennis är en bäcksländeart som beskrevs av Banks 1924. Neoperla atropennis ingår i släktet Neoperla och familjen jättebäcksländor. Inga underarter finns listade i Catalogue of Life.